# Observatorio Astronómico Nacional (España)

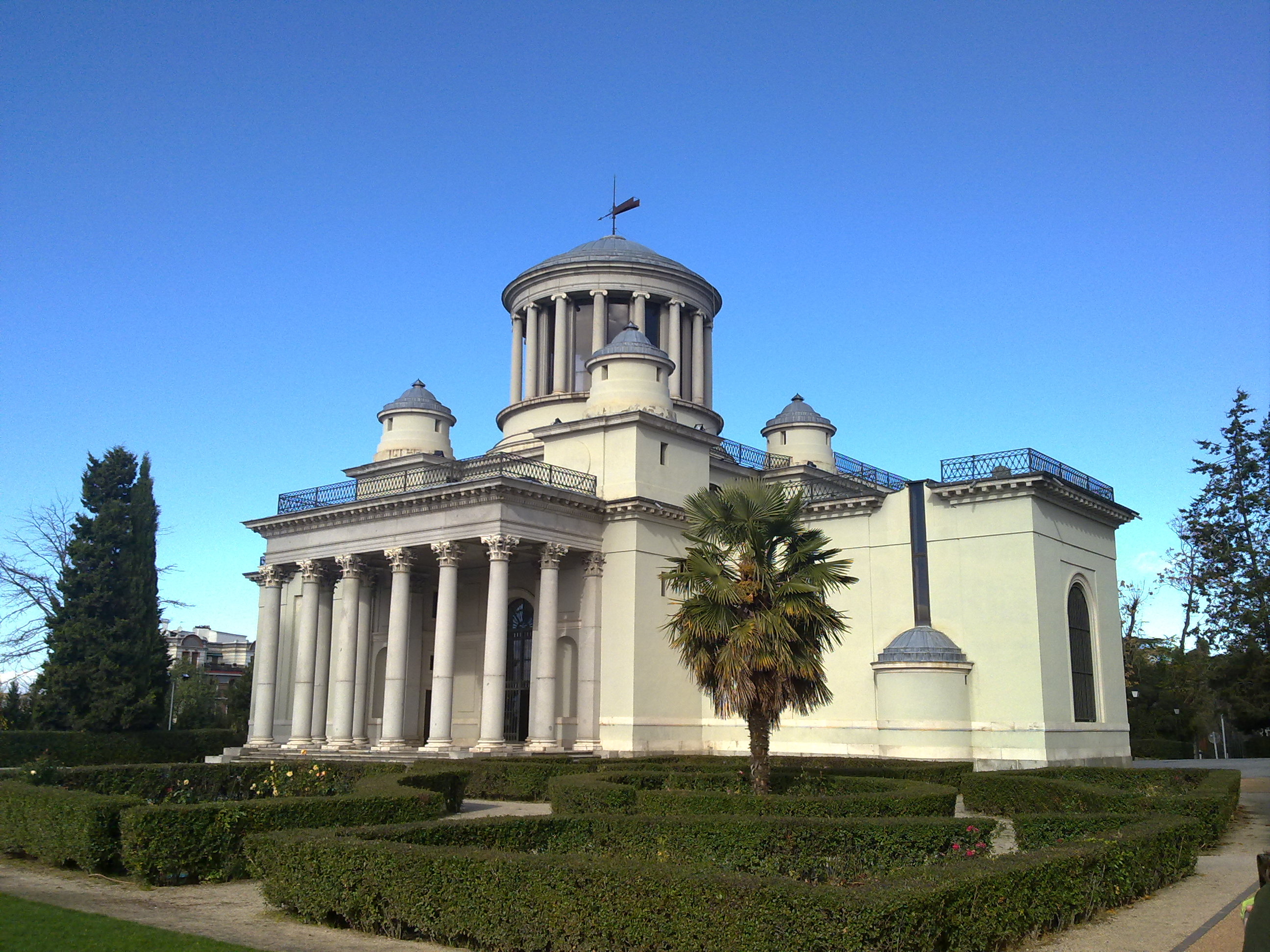
Real Observatorio de Madrid, fachada principal.

El Observatorio Astronómico Nacional (OAN) es una institución científica española cuya actividad se desarrolla en el campo de la astronomía. Pertenece al Instituto Geográfico Nacional. Desde 2002, Rafael Bachiller es el director del Observatorio Astronómico Nacional.
De entre sus instalaciones, destaca el Real Observatorio de Madrid, ubicado en el Parque del Buen Retiro de Madrid. Este observatorio, cuya construcción data de la década de 1790, fue diseñado por Juan de Villanueva y es un buen representante de la arquitectura neoclásica en España. Actualmente alberga una biblioteca y una exposición sobre instrumentos científicos antiguos. En 1995, el edificio de Villanueva fue declarado Bien de Interés Cultural y desde 2021 forma parte del Patrimonio Mundial de la Unesco Paisaje de la Luz.

## Real Observatorio de Madrid (ROM)

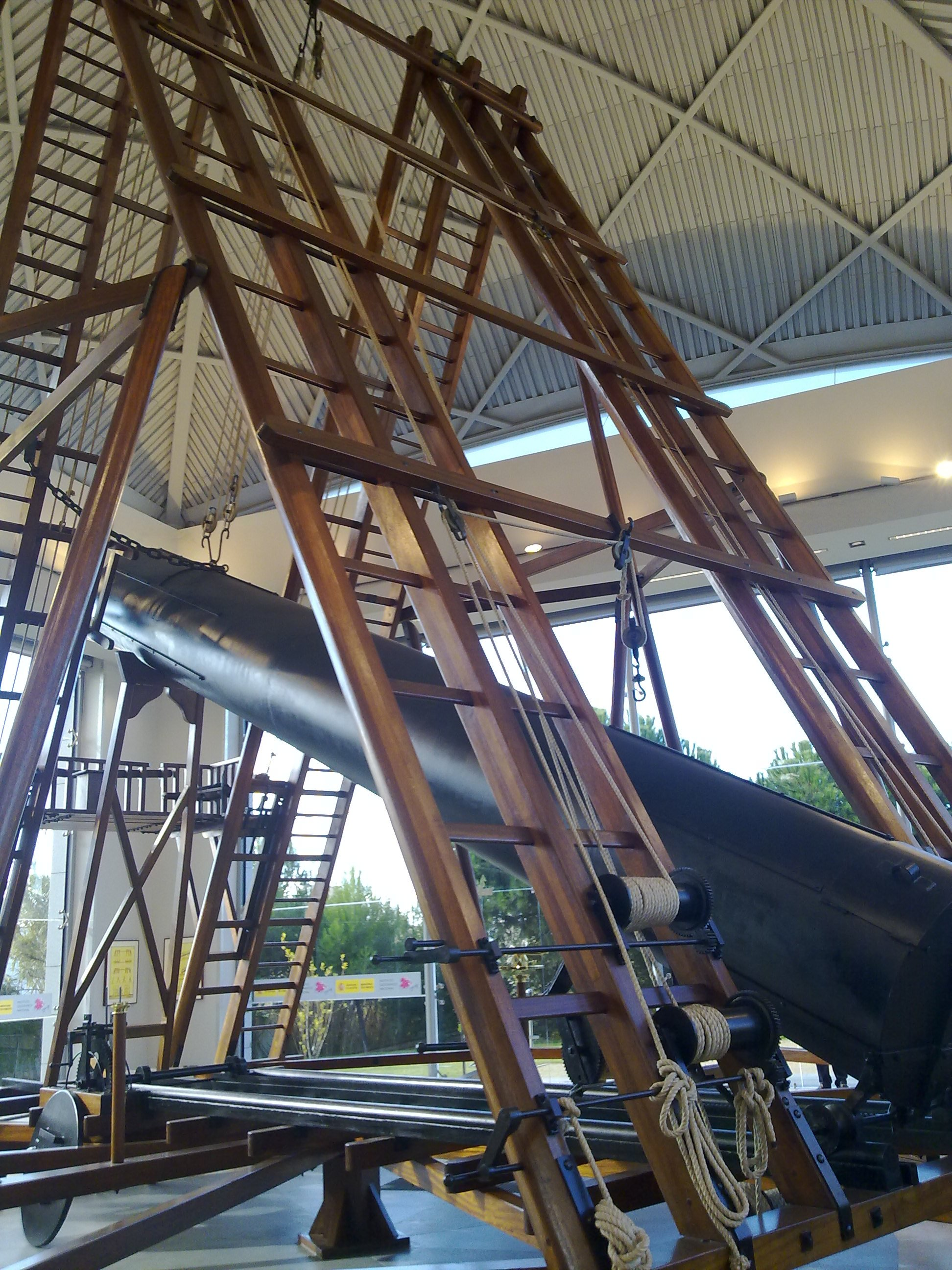
Telescopio histórico del Observatorio Nacional en el edificio anexo para su exposición.

Los orígenes del Observatorio se remontan al reinado de Carlos III quien, a propuesta del célebre marino y científico Jorge Juan, ordenó la creación del Real Observatorio Astronómico de Madrid, que es el centro fundacional del OAN. La construcción de su primer edificio, diseñado por el arquitecto Juan de Villanueva, comenzó en 1790 en el actual Parque del Retiro, entonces una colina en las afueras de Madrid. El Observatorio encargó a William Herschel un telescopio reflector con un espejo de 60 cm de diámetro y envió algunos astrónomos a distintos países europeos para el aprendizaje de la construcción de instrumentos y de las observaciones astronómicas. Uno de ellos fue su primer director, el matemático Salvador Jiménez Coronado. La invasión napoleónica supuso la dispersión del personal y la destrucción de equipos, biblioteca y edificaciones provisionales. Las actividades se reanudan en 1845, finalizándose la construcción del edificio Villanueva al año siguiente. En 1854, bajo la dirección de Antonio Aguilar se instala el meridiano de Repsold y en 1858 el anteojo ecuatorial Mertz, iniciándose una etapa de interesantes trabajos astronómicos, geodésicos y meteorológicos, así como la participación en campañas de cooperación internacional.
En 1904 el Observatorio se integra como una de las secciones del Instituto Geográfico Nacional (creado en 1870) del que, en muchos aspectos, había sido precursor e institución parental. En esta época se adquieren varios instrumentos de precisión y se realizan importantes observaciones. En 1912 se instala el gran ecuatorial de Grubb. Tras el parón que supuso la guerra civil, el Observatorio conoce una nueva etapa de modernización y expansión en la década de los setenta. Es entonces cuando se crean el Centro Astronómico de Yebes (Guadalajara), y la Estación de Observación de Calar Alto (Almería), y se inicia en España una nueva técnica de investigación: la Radioastronomía. Ya en esta última década del siglo XX, participa en la creación y funcionamiento de instituciones astronómicas de carácter internacional como el Instituto hispano-franco-alemán de Radioastronomía Milimétrica (IRAM) o el Consorcio Europeo para la Interferometría de Muy Larga Base (EVN/JIVE), en los que se llevan a cabo las investigaciones científicas y desarrollos tecnológicos más punteros en Astronomía, Geodesia y Geofísica; campos, todos ellos, de una gran tradición e interés para el Instituto Geográfico Nacional.

## Observatorio de Yebes

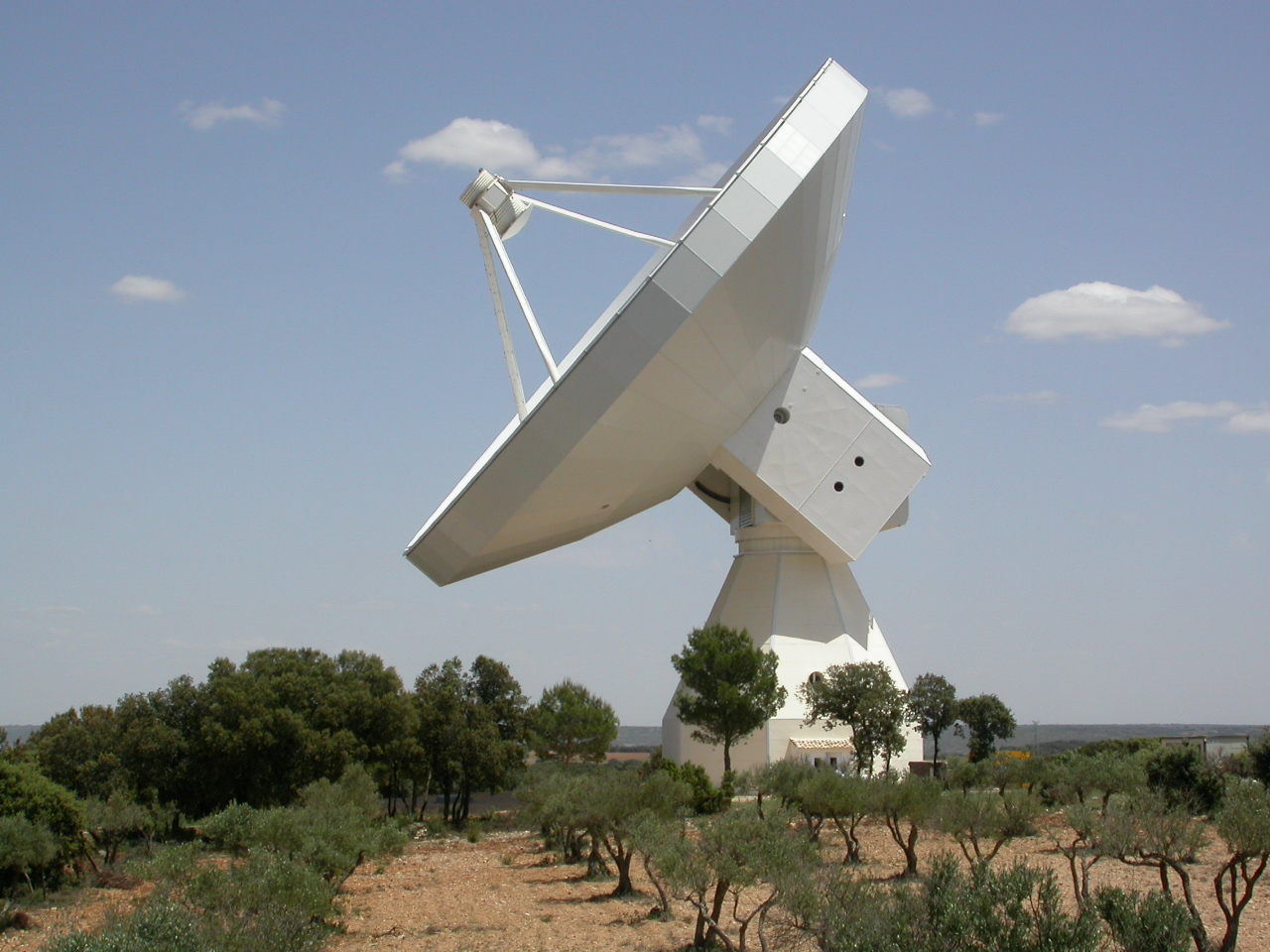
Radiotelescopio de 40 metros de diámetro en Yebes (Guadalajara).

El Observatorio de Yebes está estrechamente vinculado al Observatorio Astronómico Nacional (ambos pertenecen al Instituto Geográfico Nacional). Situado a unos 80 km de Madrid, en la provincia de Guadalajara, el Observatorio de Yebes es una Infraestructura Científica y Técnica Singular (ICTS) española desde 2013, y opera dos radiotelescopios, de 40 y 13,2 m de diámetro. Estos radiotelescopios están abiertos a la comunidad científica internacional y realizan importantes observaciones de interferometría de muy larga base (VLBI). 
Además, el Observatorio de Yebes dispone de varios laboratorios y talleres en los que se llevan a cabo desarrollos tecnológicos, principalmente en el campo de la radioastronomía. También cuenta con un pabellón de gravimetría, y con algunos instrumentos de observación astronómica que se remontan a la época fundacional del observatorio: un radiotelescopio de 14 m, un astrógrafo doble y un telescopio solar de 15 cm emplazado en una torre de 8 m de altura. Existe un pabellón de visitantes con un aula de astronomía abierta a escolares y al público en general.

## Antigua estación de observación de Calar Alto
El Observatorio Astronómico Nacional tuvo instalado un telescopio óptico de 1,5 m de diámetro en el observatorio de Calar Alto, una meseta de 2.168 m de altura en la Sierra de Filabres (Almería). Las condiciones climáticas de Calar Alto son extremadamente buenas, con una media de doscientas noches al año útiles astronómicamente. El telescopio de 1,5 m del OAN estaba equipado con detectores digitales de alta sensibilidad que permitían realizar observaciones a longitudes de onda ópticas e infrarrojas. Este telescopio jugó una gran importancia en el pasado para la formación de astrónomos ópticos que luego pasaron a utilizar instrumentos mayores en Canarias y Chile (a través del Observatorio Europeo Austral).

## Líneas principales de investigación
El Observatorio Astronómico Nacional está especializado en radioastronomía, con las siguientes líneas de investigación principales:
- Formación estelar.
- Astroquímica.
- Medio interestelar.
- Estrellas evolucionadas.
- Galaxias externas.
- Interferometría de muy larga base.

## Publicaciones y divulgación
El Observatorio publica desde 1860 un Anuario astronómico con efemérides y artículos de divulgación. Tiene además encomendada la labor de suministrar información oficial en materia de astronomía.
Actualmente cuenta con un museo en la sede del Real Observatorio Astronómico de Madrid, donde se pueden admirar telescopios antiguos, y una reproducción a tamaño natural del gran telescopio de William Herschel.

## En el cine
El Observatorio aparece en la película muda El conde de Maravillas (José Buchs, 1926), simulando ser un palacio.